# Ciro Giorgini
Ciro Giorgini (Roma, 6 gennaio 1952 – Roma, 6 aprile 2015) è stato un critico cinematografico e autore televisivo italiano.

## Biografia
Considerato uno dei massimi esperti dell'opera del regista Orson Welles, nel 1976 fu tra i fondatori de L'Officina Film Club. Nel 1985 fu tra i collaboratori de La magnifica ossessione e dal 1989 uno dei fondatori di Fuori orario. Cose (mai) viste, Blob, Schegge e Vent'anni prima.
Nel 2010 fu responsabile dell'identificazione di un mediometraggio di Welles ritenuto perduto, Too Much Johnson.

## Omaggi
- Nel 2015, un mese dopo la morte, L'Officina Film Club, la Cineteca Nazionale e la Casa del Cinema di Roma gli dedicarono la rassegna Too much Ciro - Welles 100 anni (di magnifiche ossessioni)[6].

## Filmografia
- Rosabella: la storia italiana di Orson Welles (1993, con Gianfranco Giagni, documentario)
- Hollywood Blues (1993, con Fabio Troncarelli, documentario)
- Mush Mush Mush – L'Irlanda di John Ford (1994, con Fabio Troncarelli, cortometraggio documentario)
- Gerano Italia (1996, con Fabio Troncarelli, documentario)
- Roma gialla o nera? (2003, con Fabio Troncarelli, documentario)
- Le età di Rossellini (2006, con Stefano Francia Di Celle, cortometraggio documentario)
- Schegge di cinema e filosofia (2007, con Stefano Francia Di Celle ed Enrico Ghezzi, documentario)